# Pieter Mulder

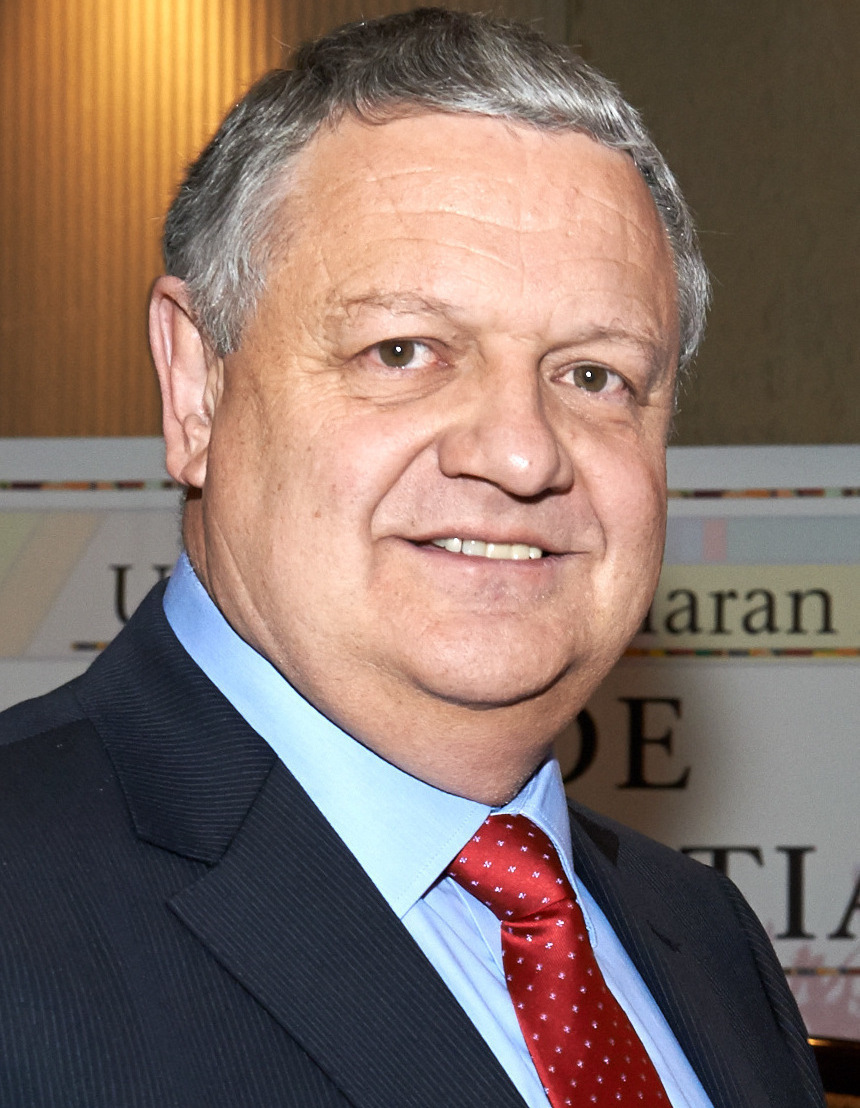
Pieter Mulder

Pieter Mulder (ur. 26 lipca 1951) – południowoafrykański wykładowca i parlamentarzysta, przewodniczący partii Vryheidsfront Plus, wiceminister rolnictwa, leśnictwa i rybołówstwa (od 2009).

## Życiorys
Urodził się w rodzinie zaangażowanej politycznie – ojciec Connie Mulder był ministrem. Dzieciństwo spędził w Randfontein i Kapsztadzie. Ukończył szkołę średnią w Randfontein. W 1969 odbył służbę wojskową w armii południowoafrykańskiej (SADF) – przyznano mu tytuł najlepszego oficera roku. Po ukończeniu studiów w Potchefstroom University for Christian Higher Education pracował na tejże uczelni (m.in. jako dyrektor Wydziału Komunikacji). W 1978 obronił pracę doktorską z dziedziny komunikacji.
W 1985 wszedł w skład Rady Miejskiej Potchefstroom. W 1988 uzyskał w wyborach uzupełniających mandat posła do Zgromadzenia Narodowego Południowej Afryki z okręgu Potchefstroom. Na początku 1994 założył wraz z generałem Constandem Viljoenem partię Vryheidsfront (Freedom Front), która w pierwszych wolnych wyborach w Południowej Afryce uzyskała 9 mandatów. W 1999 reprezentacja partyjna ugrupowania skurczyła się do 4 posłów. W 2001 Mulder zastąpił Viljoena na stanowisku prezesa.
W 2004 Freedom Front wystartował wspólnie z Partią Konserwatywną, Ruchem Jedności Afrykanerskiej (Afrikaner Eenheids Beweging) oraz Aliansem Federalnym Louisa Luyta przybierając nazwę Freedom Front+ (FF+). Uzyskał wówczas 4 mandaty. Ten sam wynik partia powtórzyła pięć lat później. 10 maja 2009 prezydent Zuma mianował Muldera wiceministrem rolnictwa, leśnictwa i rybołówstwa.
Jest żonaty z Trieną Roestorf, mają razem piątkę dzieci i mieszkają w Potchefstroom.